# Terence MacMahon Hughes
Terence McMahon Hughes o Terence Mahon Hughes, (Newry, 1812 - 1849), escritor, viajero, hispanista y lusitanista angloirlandés del siglo XIX.

## Biografía
Recibió una excelente educación y aprendió bien el latín, el griego, el alemán, el portugués y el español, cuyas literaturas conocía con familiaridad, hasta el punto de citarlas frecuentemente en las notas de sus escritos. Estuvo siete años viviendo en España, experiencia que recogió en Revelations of Spain in 1845, by an english resident (London: Henry Colburn publisher, 1845, 2 vols). Hizo en este libro de viajes comentarios sobre la educación, los modales, la tauromaquia, la enología, el contrabando, el bandolerismo, los bailes, el tráfico de esclavos, la agricultura, la medicina, la literatura, los periódicos, la mendicidad, la nobleza, las colonias, las universidades, la marina y la política de la España a la caída de Baldomero Espartero y la subida de Narváez al poder; asimismo, describe implacablemente la camarilla de la reina Isabel II y las ciudades de Barcelona, Figueras, Madrid, Zaragoza, Sevilla y especialmente Cádiz; la obra fue traducida al alemán en 1850.
Escribió además Irish Stew, or A Taste of Something Spicy and Suitable to the Time, (1836); The Biliad Or How To Criticize: A Satire With The Dirge Of Repeal And Other Jeux D'Espirit (1846) y An Overland Journey to Lisbon at the Close of 1846; with a picture of the actual state of Spain and Portugal (London: Henry Colburn, 1847, 2 vols.), otro libro de viajes que fue igualmente vertido al alemán en 1848. El primer tomo contiene el itinerario que pasa por Irún, San Sebastián, Andoain, Villabona, Tolosa, Vergara, Vitoria, Burgos, Lerma y Madrid; el segundo, el que va desde Talavera de la Reina a Lisboa pasando por Trujillo, Mérida, Badajoz, Elvas, Estremoz, Arraiolos, Montemor o Novo y Vendas Novas. A Portugal están consagradas sus Revelations of Portugal, and narrative of an overland journey to Lisbon, at the close of 1846: with a picture of the present state of Spain (London: Henry Colburn, publisher, 1847). Bilingües son sus Três cartas ao excellmo. sr. Rodrigo da Fonseca Magalhães, par do reino sobre o negócio de uma compra de bonds mencionada na Câmara dos Pares em Lisboa = Three letters to Rodrigo da Fonseca Magalhães on the subject of a purchase of bonds refered to in the Lisbon Chamber of Peers (Lisboa: Typ. José Baptista Morando, 1848). 
También compuso largos poemas, como, sobre la Guerra de la Independencia, Iberia won: A Poem Descriptive of the Peninsular War, with Impressions (1847) y The ocean flower: a poem preceded by an historical and descriptive account of the Island of Madeira: a summary of the discoveries and chivalrous history of Portugal and an essay on portuguese literature (London: Longman, Brown, Green and Longmans, 1845). La mayoría de sus obras se hallan disponibles en Google Books.

## Fuente
- Raymond Foulché-Delbosc, Bibliographie des voyages en Espagne et en Portugal. Madrid: Julio Ollero Editor, 1991, edición facsímil.
- R. Benítez, "Terence MacMahon Hughes, hispanófilo y lusitanista irlandés del siglo XIX", Cuadernos Hispanoamericanos núm. 117, septiembre de 1959.